# Amir Reza-Tofighi
Amir Reza-Tofighi est un entrepreneur et dirigeant d’entreprise français, président de la Confédération des petites et moyennes entreprises (CPME), né en 1984 dans les Yvelines. Il est principalement reconnu pour son implication dans le secteur des services à la personne et pour ses contributions au développement de plusieurs entreprises en France.

## Biographie
Fils de réfugiés politiques iraniens, Amir Reza-Tofighi grandit à Grigny, dans l'Essonne. Il suit un cursus à Supélec, d'où il est diplômé en 2008, puis poursuit avec un mastère en Entrepreneuriat à HEC en 2009.
Le 21 janvier 2025 il est élu président de la CPME.

## Carrière

### Vitalliance
En 2003, alors étudiant, Amir Reza-Tofighi cofonde Vitalliance avec Pierre Francis et Julien Castel. L’entreprise, spécialisée dans l’aide à domicile pour personnes âgées et en situation de handicap, se développe rapidement et devient un acteur majeur  dans son secteur en France[réf. nécessaire]. Amir Reza-Tofighi prend seul la direction de l’entreprise en 2014, supervisant sa croissance et sa structuration.

### Heetch
En 2013, il cofonde Heetch,, une plateforme de VTC destinée à faciliter les déplacements nocturnes, en particulier pour les jeunes. L’entreprise, créée avec Teddy Pellerin et Matthieu Jacob, se développe à l’international, avec des implantations en Europe et en Afrique.

### Click and Boat
En 2014, avec ses associés Jeremy Bismuth et Edouard Gorioux, Amir Reza-Tofighi crée Click and Boat, la plateforme de location de bateaux. L’entreprise connaît une rapide expansion et devient un acteur majeur du secteur.

## Implication dans le secteur des services à la personne
En 2016, Amir Reza-Tofighi est élu président de la Fédération des services à la personne et de proximité (Fédésap), puis réélu en 2019. Durant ses mandats, il plaide pour une meilleure réglementation du secteur ainsi que pour l’instauration d’un tarif national pour les aides comme l’APA (Allocation Personnalisée d'Autonomie) et la PCH (Prestation de Compensation du Handicap), et obtient la revalorisation du tarif socle. Cette réforme vise à améliorer la qualité des services tout en réduisant les coûts pour les bénéficiaires.

## Implication dans le secteur des PME
Amir Reza-Tofighi est membre du comité exécutif de la CPME depuis 2019 et y préside la commission innovation, en travaillant notamment sur l'impact de l'IA dans le monde des PME.

## Présence dans les médias
Amir Reza-Tofighi apparaît régulièrement dans la presse écrite, à la radio, ou à la télévision pour partager son expertise. Le journal les Echos a notamment publié en septembre 2024 un article présentant les candidats à la présidence de la CPME dont Amir Reza-Tofighi fait partie.